# دامیان چاپا
دامیان چاپا (انگلیسی: Damian Chapa؛ زادهٔ ۲۹ اکتبر ۱۹۶۳) یک بازیگر سینما، هنرپیشه، تهیه‌کننده، کارگردان، و فیلم‌نامه‌نویس اهل ایالات متحده آمریکا است. وی از سال ۱۹۹۲ میلادی تاکنون مشغول فعالیت بوده‌است.
از فیلم‌ها یا برنامه‌های تلویزیونی که وی در آن نقش داشته است می‌توان به مبارز خیابانی اشاره کرد.

## حرفه
چاپا نقش لروی جنکینز را در فیلم The Calling در سال 2002 بازی کرد. شاید قابل توجه ترین نقش فیلم او نقش میکلو ولکا در خون در خون تیلور هاکفورد باشد. او به عنوان کن مسترز در آخرین فیلم راول جولیا ظاهر شد